# Ion Ghițulescu
Ion Ghițulescu (n. 27 august 1930, București – d. 24 iunie 2021, București) a fost un comentator sportiv la Radio România Actualități. A fost prezent la șapte ediții ale Jocurilor Olimpice (1960, 1964, 1972, 1980, 1984, 1992, 1996) și trei Campionate Mondiale de fotbal (1966, 1990, 1994). Este fondatorul emisiunii „Fotbal Minut cu Minut”, difuzată la postul public de radio.

## Biografie
A studiat la Colegiul Național „Sfântul Sava” și a absolvit Facultatea de Ziaristică din București.
A devenit reporter la Radio România în anul 1951 și a comentat primul meci de fotbal la postul public în 1955: partida dintre CCA București și Energia Petroșani. A adunat 1.750 de meciuri de fotbal comentate, ultimul fiind în septembrie 2002, între Gloria Bistrița și FC Brașov.

## Distincții
Președintele Ion Iliescu i-a oferit Ordinul Național „Serviciul Credincios” în grad de Cavaler, pentru întreaga carieră, în anul 2003.